# Mali na letních olympijských hrách
Mali na letních olympijských hrách startuje od roku 1964. Toto je přehled účastí, medailového zisku a vlajkonošů na dané sportovní události.

## Účast na Letních olympijských hrách
| Dějiště LOH            | LOH      | Vlajkonoš           | Zlatá medaile | Stříbrná medaile | Bronzová medaile | Celkem |
| ---------------------- | -------- | ------------------- | ------------- | ---------------- | ---------------- | ------ |
| 1964 Tokio             | LOH 1964 | nebyl               |               |                  |                  | 0      |
| 1968 Ciudad de México  | LOH 1968 | nebyl               |               |                  |                  | 0      |
| 1972 Mnichov           | LOH 1972 | Namakoro Niaré      |               |                  |                  | 0      |
| 1976 Montréal          | 1976     |                     |               |                  |                  | Ne     |
| 1980 Moskva            | LOH 1980 | nebyl               |               |                  |                  | 0      |
| 1984 Los Angeles       | LOH 1984 | Karamoke Kory Konte |               |                  |                  | 0      |
| 1988 Soul              | LOH 1988 | nebyl               |               |                  |                  | 0      |
| 1992 Barcelona         | LOH 1992 | nebyl               |               |                  |                  | 0      |
| 1996 Atlanta           | LOH 1996 | Monique Ross        |               |                  |                  | 0      |
| 2000 Sydney            | LOH 2000 | Brahima Guindo      |               |                  |                  | 0      |
| 2004 Athény            | LOH 2004 | Kadiatou Camara     |               |                  |                  | 0      |
| 2008 Peking            | LOH 2008 | Daba Modibo Keita   |               |                  |                  | 0      |
| 2012 Londýn            | LOH 2012 | Rahamatou Drame     |               |                  |                  | 0      |
| 2016 Rio de Janeiro    | LOH 2016 | Djénébou Danté      |               |                  |                  | 0      |
| 2020 Tokio             | LOH 2020 | Seydou Fofana       |               |                  |                  | 0      |
| 2024 Paříž             | LOH 2024 |                     |               |                  |                  | x      |
| Celkem                 | 14       |                     | 0             | 0                | 0                | 0      |
| Zdroj na Olympedia.org |          |                     |               |                  |                  |        |